# AMELX
Az amelogenin X-izoformája az AMELX gén által kódolt fehérje. Az AMELX az X-kromoszómán található, és alternatív splicing révén több amelogenin-izoformát kódol. Ez a extracelluláris mátrixban lévő fehérje, mely az amelogenezisben, a fogzománc kialakulásában vesz részt.
Az AMELX gén a ρ-GTPáz-aktiváló protein 6 (ARHGAP6) génjének 1. intronjában található.

## Funkció
Az AMELX fontos a fogzománcképződés alatti biomineralizációban. Az AMELX a szerkezeti modellfehérjét, az amelogenint kódolja, mely más amelogenezishez kapcsolódó fehérjékkel együtt működik a mineralizáció irányításában. E folyamat tartalmazza a zománcszálak, a fogzománc egységének kialakulását és a hidroxiapatit-kristályok keletkezését és növekedését.
Az AMELX befolyásolja a fogzománc vastagságát is – egy kutatás az AMELX-null egerekben mintegy 5-ször vékonyabb fogzománcot talált a vad típushoz képest.

## Klinikai jelentősége
Az AMELX-mutációk amelogenesis imperfectát okoznak. Az AMELX-knockout egerek rendezetlen és hipoplasztikus fogzománcot mutatnak.
Az AMELX egyik intronjának mutációja kombinált hipomineralizált és hipoplasztikus amelogenesis imperfectát okoz.

## Fordítás
Ez a szócikk részben vagy egészben  az   AMELX című angol Wikipédia-szócikk ezen változatának fordításán alapul.  Az eredeti cikk szerkesztőit annak laptörténete sorolja fel. Ez a jelzés csupán a megfogalmazás eredetét és a szerzői jogokat jelzi, nem szolgál a cikkben szereplő információk forrásmegjelöléseként.